# Carmen Barth
Carmine R. DiBartholomeo, més conegut com a Carmen Barth   (Cleveland, 13 de setembre de 1912 - Lorain, 17 de setembre de 1985), va ser un boxejador estatunidenc que va competir durant les dècades de 1930 i 1940.
El 1932 va prendre part en els Jocs Olímpics de Los Angeles, on guanyà la medalla d'or de la categoria del pes mitjà  del programa de boxa, en guanyar a la final a Amado Azar.
Posteriorment, entre 1932 i 1941, fou professional, amb un balanç de 45 victòries, 15 derrotes i 4 combats nuls. El 1941 va guanyar el títol argentí del pes pesat.